# Монако на зимових Олімпійських іграх 2022
Збірна Монако взяла участь у зимових Олімпійських іграх 2022, що тривали з 4 до 20 лютого в Пекіні (Китай).
Збірна Монако складалася з трьох спортсменів-чоловіків, що змагалися у двох видах спорту. Гірськолижник Арно Алессандрія ніс прапор своєї країни на церемонії відкриття. А на церемонії закриття прапор ніс волонтер.

## Спортсмени
Кількість спортсменів, що взяли участь в Іграх, за видами спорту.
| Вид спорту          | Чоловіки | Жінки | Загалом |
| ------------------- | -------- | ----- | ------- |
| Гірськолижний спорт | 1        | 0     | 1       |
| Бобслей             | 2        | 0     | 2       |
| Загалом             | 3        | 0     | 3       |

## Гірськолижний спорт
Від Монако на Ігри кваліфікувався один гірськолижник, що відповідав базовому кваліфікаційному критерію.
| Спортсмен        | Дисципліна                  | 1-й спуск | 1-й спуск | 2-й спуск | 2-й спуск | Сума    | Сума  |
| Спортсмен        | Дисципліна                  | Час       | Місце     | Час       | Місце     | Час     | Місце |
| ---------------- | --------------------------- | --------- | --------- | --------- | --------- | ------- | ----- |
| Арно Алессандрія | Комбінація (чоловіки)       | 1:45.79   | 15        | 58.41     | 16        | 2:44.20 | 13    |
| Арно Алессандрія | Швидкісний спуск (чоловіки) | Н/Д       | Н/Д       | Н/Д       | Н/Д       | 1:46.25 | 29    |
| Арно Алессандрія | Супергігант (чоловіки)      | Н/Д       | Н/Д       | Н/Д       | Н/Д       | 1:24.68 | 31    |

## Бобслей
Завдяки результатам у Кубку світу 2021–2022 від Монако кваліфікувався один боб у змаганнях двійок-чоловіків. Монегаски посіли шосте місце, найвище в історії участі цієї країни в зимових Олімпійських іграх.
| Спортсмен                 | Дисципліна        | 1-й заїзд | 1-й заїзд | 2-й заїзд | 2-й заїзд | 3-й заїзд | 3-й заїзд | 4-й заїзд | 4-й заїзд | Сума    | Сума  |
| Спортсмен                 | Дисципліна        | Час       | Місце     | Час       | Місце     | Час       | Місце     | Час       | Місце     | Час     | Місце |
| ------------------------- | ----------------- | --------- | --------- | --------- | --------- | --------- | --------- | --------- | --------- | ------- | ----- |
| Руді Рінальді* Боріс Вайн | Двійки (чоловіки) | 59.62     | 9         | 59.90     | 3         | 59.57     | 4         | 1:00.05   | 10        | 3:59.14 | 6     |

* – Позначає пілота кожного боба